# Paryż 05:59
Paryż 05:59 (inny tytuł: Théo and Hugo) – francuski film fabularny z 2016 roku w reżyserii Oliviera Ducastela i Jacques’a Martineau. W kraju ojczystym wydany pod tytułem Théo et Hugo dans le même Cateau. Film miał swoją premierę podczas Festiwalu Berlinale w lutym 2016 roku. Tytułowa godzina 5:59 to koniec akcji filmu.

## Fabuła
Paryż, godzina 4:27. W jednym z klubów gejowskich, w trakcie trwania orgii, spotykają się dwaj nieznajomi sobie mężczyźni – Theo (w tej roli Geoffrey Couët)  i Hugo (François Nambot). Między homoseksualistami rodzi się pożądanie. Para, chcąc się lepiej poznać, podejmuje decyzję, o wspólnym wyjściu z klubu. Mężczyźni spacerują pustymi ulicami i bulwarami śpiącej francuskiej stolicy. Nieoczekiwane spotkanie Theo i Hugo, wydające się początkowo obiecującą znajomością, z każdą kolejną minutą rozmowy przybiera niemiły obrót spraw, wychodzą na jaw skrywane tajemnice. Hugo jest seropozytywny, zataił tę informację przed Theo. Kochankowie uprawiali seks bez prezerwatywy. Theo i Hugo nie do końca zdają sobie sprawę z konsekwencji podjętych decyzji i niebezpieczeństwa, na jakie się narazili.

## Obsada
- Geoffrey Couët jako Theo
- François Nambot jako Hugo

W pozostałych rolach: 
- Georges Daaboul
- Élodie Adler
- Claire Deschamps
- Jeffry Kaplow
- Marieff Ditie

## Ciekawostki
- Film jest przeznaczony do oglądania wyłącznie dla widzów dorosłych, obraz otwiera scena 20-minutowego grupowego seksu w klubie gejowskim.
- Paryż 05:59 został nakręcony w ciągu piętnastu dni, w tym dziewięć nocy, przy niewielkim budżecie.
- Film otrzymał nagrodę dla Najlepszego filmu na 18. Festiwalu Film Out w San Diego, a także Nagrodę Publiczności na rozdaniu Teddy Awards przy Festiwalu Berlinale w Berlinie[4]. Produkcja bierze udział również w Brave Festival we Wrocławiu, gdzie powalczy w konkursie głównym – Forbidden Camera[5].